# تارو الولد التنين
تارو ولد التنين أو تارو الولد التنين( باليابانية 龍の子太郎 أتسو نوكو تارو ) فيلم ياباني انتج عام 1979 من قصة يابانية شعبية مشهورة، كانت الرواية التي يستند عليها الفيلم من تاليف مايوكو ماتسوتاني صدرت عام 1966. في أواخر السبعينات، أنتج مسلسل أنمي تلفزيوني. عرض على التلفزيون الوطني الهندي. بسبب المسلسل , أقبل جيل الهنود للمسلسلات الكرتونية اليابانية (ألانمي ).

## نبذة
تورو الفتى الكسلان والأناني يحب ألأكل والنوم العراك مع الحيوانات. يعيش بدون هدف في حياته , لكن يتفاجأ ذات مرة بيظهور ساحر ليعطيه جرعة خاصّة. بهذه الجرعة، يكسب قوّة مائة رجل - لكنّه يمكنه أن يستعمل هذه القوة فقط عندما يساعدالآخرين.

## روابط خارجية
- تارو الولد التنين على موقع IMDb (الإنجليزية)
- تارو الولد التنين على موقع نتفليكس (الإنجليزية)
- تارو الولد التنين على موقع ألو سيني (الفرنسية)
- تارو الولد التنين على موقع أول موفي (الإنجليزية)
- تارو الولد التنين على موقع فيلمافينيتي (الإسبانية)
- تارو الولد التنين على موقع قاعدة بيانات الفيلم (الإنجليزية)
- تارو الولد التنين على موقع ليتربوكسد (الإنجليزية)
- تارو الولد التنين على موقع كينوبويسك (الروسية)
- تارو الولد التنين على موقع ANN anime (الإنجليزية)